# Tiličiki
Tiličiki (in russo  Тиличики?) è un villaggio della Russia situato nel Territorio della Kamčatka. È il centro amministrativo del distretto Oljutorskij.
Si trova nella parte nord-orientale del Territorio della Kamčatka, sulla riva del golfo di Korf nel mare di Bering. Dista 370 km da Palana.